# John Martin (critico musicale)
John Martin (Louisville, 2 giugno 1893 – Saratoga Springs, 19 maggio 1985) è stato un critico musicale e critico d'arte statunitense.
Divenne il primo grande critico di danza degli Stati Uniti nel 1927. Concentrando i suoi sforzi sulla promozione del movimento di danza moderna, influenzò notevolmente le carriere di ballerini come Martha Graham. Nella sua vita ha scritto diversi libri sulla danza moderna e ha ricevuto numerosi riconoscimenti per il suo lavoro.

## Biografia
La vita di John Martin precedente alla sua carriera potrebbe averlo portato al successo che in seguito conseguì.
Martin nacque il 2 giugno 1893 a Louisville, nel Kentucky e fu immediatamente influenzato dall'amore della madre per il teatro musicale. Dopo la sua formazione presso la Louisville Male High School, ricoprì diversi incarichi come attore, pubblicista e redattore a Louisville e New York. Durante la prima guerra mondiale prestò servizio nella sezione aeronautica dell'Army Signal Corps dell'esercito, dopodiché tornò al teatro lavorando con il Little Theatre di Chicago dove incontrò sua moglie Hettie Louise Mick. Si sposarono nel 1918. È stato anche direttore e addetto stampa per molti progetti teatrali. Nel corso degli anni, Martin ha sviluppato un interesse per il sistema dell'attore/regista/insegnante di teatro Konstantin Stanislavsky che esprimeva gli "impulsi drammatici che sorgono all'interno". Molti hanno sostenuto che le idee di Stanislavsky hanno influenzato l'interesse di Martin per la danza moderna perché mostra questa qualità.

## Carriera
Come critico di danza, Martin dovette combattere molte idee preconcette all'interno del genere di scrittura da lui appena creato, per diventare uno degli scrittori più autorevoli nella storia della danza. Prima che ci fossero veri critici di danza designati, i critici di musica e teatro erano riluttanti a recensire i balletti. I loro scritti si infuocavano per la musica e la sinfonia mentre trascuravano quasi del tutto la danza. A seguito di una serie di spettacoli di Ted Shawn e Ruth St. Denis alla Carnegie Hall, cominciarono venire fuori petizioni a favore di critici di danza nei giornali di New York. Il New York Herald Tribune rispose rapidamente con Mary Watkins e poche settimane dopo, The New York Times nominò Martin nel 1927. Martin vedeva come suo dovere diffondere "il vangelo della danza moderna". Come critico di danza, lui e altri erano convinti che non sarebbero diventati una "sottospecie di critica musicale" e si proponevano di dimostrarlo educando il pubblico e le ballerine sulla via della professionalità. I suoi sforzi portarono la danza moderna a un livello uguale di statura e indipendente dalla musica e dal teatro all'interno del mondo dell'arte.
Poiché questa nuova forma di danza era così drasticamente diversa dal balletto strutturato a cui le persone erano abituate, Martin aiutò molto nello sviluppo di un vocabolario adatto alla nuova danza moderna in via di sviluppo. Supplicava che il pubblico "metta da parte i suoi preconcetti". Questo "ruolo dell'osservatore" e altre teorie furono sottolineate nelle sue lezioni alla the New School e Bennington. Queste lezioni furono presto trasformate in libri, il primo dei quali, The Modern Dance, fu pubblicato nel 1933. In tutti i suoi articoli e libri Martin sviluppò le sue idee sulla danza moderna. Vedeva il movimento moderno come veramente americano perché questi ballerini erano guidati dalle loro esperienze. Erano i loro movimenti a trasmettere le preoccupazioni che emergevano dalla loro vita quotidiana. Condivideva con molti ballerini moderni di quel tempo la convinzione che il movimento deriva dall'essenza dell'emozione. Li esaltava per la loro "espressione di una costrizione interiore". Riponeva grandi aspettative nei ballerini e nella loro capacità di penetrare nelle menti del pubblico. A sua volta, si aspettava che il pubblico aumentasse le proprie percezioni.
Verso la fine della sua carriera, Martin iniziò ad ignorare la nuova generazione di ballerini moderni che avevano seguito le orme dei pionieri, perché non erano concentrati sulla stessa qualità di essenza su cui la prima generazione aveva costruito le fondamenta della danza moderna. Alla fine si rivolse alla critica del balletto, cosa per la quale fu rimproverato dagli altri critici e dai ballerini moderni.
Dopo il suo ritiro nel 1962 ha insegnato all'Università della California, Los Angeles per cinque anni. Verso la fine della sua vita, Zachary Solov, un ballerino-coreografo, invitò Martin a condividere una casa a Saratoga Springs, New York. Martin visse qui fino alla sua morte, il 19 maggio 1985.

## Influenza
Martin non solo aiutò nel progresso della danza moderna, ma fece anche progredire le carriere dei coreografi. Martha Graham è una delle più famose di questi ballerini che avanzarono professionalmente grazie alle parole di Martin. Martin scoprì che Graham era la quintessenza della sua teoria della danza moderna in azione. Tra il 1930 e il 1935 ci furono più articoli di Martin sulla Graham che su ogni altro ballerino. Forse perché Martin stava sviluppando la sua metodologia e usava la Graham come punto focale per "diagrammare e disseminare la forma e la funzione della danza moderna".

## Premi e riconoscimenti
Martin ha ricevuto numerosi premi e riconoscimenti, tra cui un Capezio Dance Award nel 1969, due dottorati onorari dalla Università dell'Ohio nel 1974 e dallo Skidmore College nel 1982, oltre ad una mostra dedicata ai suoi scritti dalla Dance Collection della New York Public Library. Più recentemente, nel dicembre 2012, Martin è stato nominato uno degli Insostituibili Tesori della Danza dell'America dalla Dance Heritage Coalition, e il suo contributo allo sviluppo della critica della danza e della danza moderna è ricordato nella mostra online Dance Treasures della Dance Heritage Coalition.
Nel 1967 fu insignito del Heritage Award della National Dance Association.
Martin è stato inserito nel National Museum of Dance's Mr. & Mrs. Cornelius Vanderbilt Whitney Hall of Fame nel 1988.

## Pubblicazioni
- The Modern Dance (1933)
- Introduction to the Dance (1939)
- The Dance (1945)
- World Book of Modern Ballet (1952)